# The Big Issue Malawi
The Big Issue Malawi (с англ. «большая проблема Малави») — малавийская уличная газета. Журнал выходит дважды в месяц и, как и практически все уличные газеты реализуется бездомными. Координатором проекта является местная благотворительная организация, известная как «Culture Awakening Society».
Цель издания — предложить бездомным людям возможность минимального заработка и интегрировать их в общество.
Проект «The Big Issue Malawi» стартовал 24 января 2009 года с первым выпуском газеты. Основатель и действующий исполнительный директор проекта, доктор Джон Чикаго, импортировал идею уличных газет из Японии, где он работал послом Малави. Он сказал, что был впечатлён опытом работы «The Big Issue Japan» и решил создать подобный проект в Малави.

## История

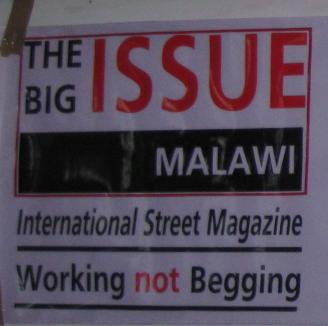
Слоган «The Big Issue Malawi»

«The Big Issue Malawi» в настоящее время продается в крупнейших городах Малави: Лилонгве, Блантайр, Зомба, Мзузу и Каронга. В июле 2010 года его тираж составил 2000 экземпляров. Журнал выходит на английском и ньянджа (язык банту, распространённый в Малави).
Продавцы покупают журнал за 150 квач (приблизительно 1 доллар США) и продают его за 300 квач. С 2010 года на работу было принято приблизительно 200 человек, большинство из которых женщины.
«The Big Issue Malawi» получает финансирование от Фонда международного развития, который поддерживает проект с трехлетним грантом в размере £ 93000 (начиная с 2009 года). Газета также получила финансовую поддержку от «Ubuntu Trading».
У журнала есть свои главные офисы в Блантайре и региональный офис в Лилонгве.
Малавийская уличная газета принадлежит к Международной сети уличных газет (INSP) и является филиалом «The Big Issue».
В феврале 2010 года, министр иностранных дел Шотландии Фиона Хислоп посетила главный офис газеты в Блантайре, где встретилась со штатом редакции продавцами. В июле 2010 года исламский благотворительный фонд Gift of Givers пожертвовал 120 одеял продавцам журнала «The Big Issue Malawi».